# Kirche von Halla (Gotland)

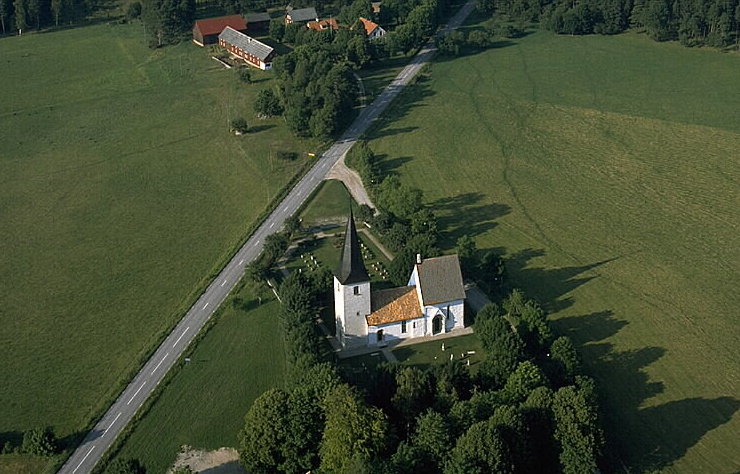
Kirche von Halla

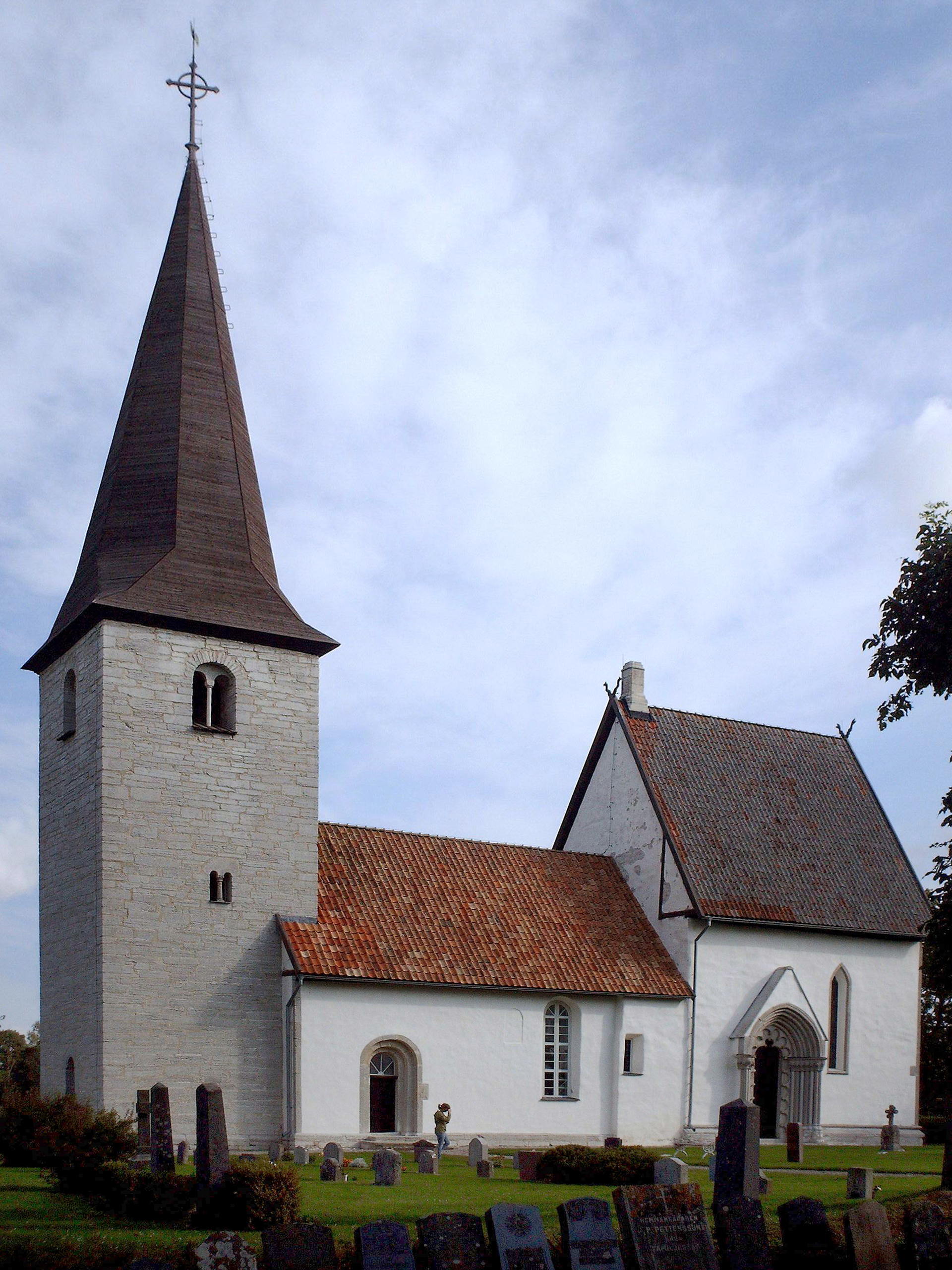
Kirche von Halla

Die Kirche von Halla (schwedisch Halla kyrka) ist eine Landkirche auf der schwedischen Insel Gotland.  Sie gehört zum Typ der Sattelkirchen und zur Kirchengemeinde (schwedisch församling) Vänge im Bistum Visby. Die Kirche wurde im 13. Jahrhundert eingeweiht.

## Lage
Die Kirche liegt ungefähr in der Mitte Gotlands, 19 km südöstlich von Visby und 2,5 km nördlich vom Ort (schwedisch tätort) Roma.

## Kirchengebäude
Der heutige Chor wurde in der Mitte des 14. Jahrhunderts errichtet.  Aus derselben Zeit ist auch die Sakristei. Das Langhaus ist älter und wurde schon im 13. Jahrhundert gebaut. Das Langhaus hat ein einfaches Portal auf der Südseite.  Auf dessen Einfassungssteinen kann eine Reiterfigur erkannt werden.
In der südöstlichen Ecke des Chors befinden sich zwei eingemauerte Runensteinfragmente. Auf dem einen davon gelange es, den Text „lybeckar dräpte“  zu entziffern.
Von innen ist der Chor mit Kalkmalereien aus dem 15. und 16. Jahrhundert geschmückt.
Die Kirche wurde 1967 restauriert.

## Ausstattung
- Im Triumphbogen hängt ein Kruzifix von der Mitte des 15. Jahrhunderts.
- Der Altar wurde 1686 aus Holz hergestellt.
- Die Kanzel ist auf 1697 datiert.

## In der Nähe
Nahe der Straße 143 liegt die größte Grabkugel (schwed. Gravklot) Schwedens.